# Scatopsciara dendrotica
Scatopsciara dendrotica är en tvåvingeart som beskrevs av Wallace A. Steffan 1968. Scatopsciara dendrotica ingår i släktet Scatopsciara och familjen sorgmyggor.
Artens utbredningsområde är Kalifornien. Inga underarter finns listade i Catalogue of Life.